# 穆罕默德一世 (格拉納達)
穆罕默德·本·優素福·本·奈斯爾（阿拉伯语：‎‎，1195年—1273年1月22日）是一位十三世紀伊比利半島的軍事領袖，奈斯爾王朝的建立者，格拉納達酋長國的第一位統治者。
13世紀初，安達盧斯地區原本由伊本·於德統治。1232年穆罕默德·奈斯爾於阿爾霍納起兵，不久後即控制了阿美利亞、馬拉加等南部城市。奈斯爾在1238年進入格拉納達，並開始建造阿爾罕布拉宮。穆罕默德·奈斯爾在位初期與卡斯蒂爾發生衝突，1245年卡斯蒂利亞國王費爾南多三世率兵圍攻哈恩；最終雙方簽訂條約，該城成為卡斯蒂利亞領土。他在1273年去世，他的兒子穆罕默德二世繼位。